# Alan John Bennett
Alan John Bennett (Cork, 4 ottobre 1981) è un ex calciatore irlandese, di ruolo difensore.

## Carriera

### Club
Eccetto ad inizio carriera, quando militava nel Cork City, ha giocato nei campionati minori inglesi, tra le quali una stagione in Championship col Southampton Football Club.
Attualmente è il capitano del Cheltenham Town, club militante nella quarta divisione inglese.

### Nazionale
Ha militato nella nazionale irlandese di calcio giocando due partite nel 2007.

## Palmarès

### Club

#### Competizioni nazionali
- Campionato irlandese: 1

Cork City: 2005